# سيف أحمد صلوح
سيف أحمد صلوح هو شاعر يمني. ولد عام 1940 في قرية دار المناصرة في محافظة لحج. درس حتى المرحلة الثانوية، بعدها  التحق بعدة دورات نقابية واقتصادية وإدارية. عمل إدارياً بشركة تجارة. انضم إلى الحركة القومية وشارك في النضال المسلح لتحرير جنوب اليمن من الإستعمار البريطاني. كتب الشعر الغنائي في الستينيات. تغنى بأشعاره الفنان فيصل علوي.